# Ферв'ю (Альберта)
Ферв'ю (англ. Fairview) — містечко в Канаді, у провінції Альберта, у складі муніципального району Ферв'ю № 136.

## Населення
За даними перепису 2016 року, містечко нараховувало 2998 осіб, показавши скорочення на 5,2%, порівняно з 2011-м роком. Середня густина населення становила 264 осіб/км².
З офіційних мов обидвома одночасно володіли 75 жителів, тільки англійською — 2 850, а 5 — жодною з них. Усього 275 осіб вважали рідною мовою не одну з офіційних, з них 10 — одну з корінних мов, а 25 — українську.
Працездатне населення становило 1 465 осіб (63,6% усього населення), рівень безробіття — 9,6% (10,8% серед чоловіків та 8,3% серед жінок). 82,6% осіб були найманими працівниками, а 16,4% — самозайнятими.
Середній дохід на особу становив $56 353 (медіана $39 424), при цьому для чоловіків — $72 257, а для жінок $42 096 (медіани — $55 104 та $31 147 відповідно).
28% мешканців мали закінчену шкільну освіту, не мали закінченої шкільної освіти — 30,4%, 41,6% мали післяшкільну освіту, з яких 22,9% мали диплом бакалавра, або вищий.
| Статево-вікова структура населення | Статево-вікова структура населення | Статево-вікова структура населення | Статево-вікова структура населення | Статево-вікова структура населення |
| ---------------------------------- | ---------------------------------- | ---------------------------------- | ---------------------------------- | ---------------------------------- |
|                                    |                                    |                                    |                                    |                                    |
| Всього                             | Всього                             | 47,5%52,5%                         |                                    |                                    |
| 0 — 14 років                       | 0 — 14 років                       |                                    | 17,9%                              | 17,9%                              |
| 15 — 64 років                      | 15 — 64 років                      |                                    | 62,6%                              | 62,6%                              |
| 65 і більше                        | 65 і більше                        |                                    | 19,5%                              | 19,5%                              |
| 85 і більше                        | 85 і більше                        |                                    | 4,2%                               | 4,2%                               |
| 100 і більше                       | 100 і більше                       |                                    | 0,3%                               | 0,3%                               |
| Середній вік (років)               | Середній вік (років)               | 40,243,2                           | 41,8                               | 41,8                               |
| Медіана (років)                    | Медіана (років)                    | 39,642,2                           | 41,1                               | 41,1                               |
| — чоловіки — жінки                 |                                    |                                    |                                    |                                    |

| Походження мешканців:     | Походження мешканців:     | Походження мешканців: | Походження мешканців: | Походження мешканців: |
| ------------------------- | ------------------------- | --------------------- | --------------------- | --------------------- |
| Походження                |                           |                       | осіб                  | %                     |
| Корінні американці        | Корінні американці        |                       | 205                   | 6.84%                 |
| Інше північноамериканське | Інше північноамериканське |                       | 920                   | 30.69%                |
| Європейське               | Європейське               |                       | 2 180                 | 72.72%                |
| британське                | британське                |                       | 1 415                 | 47.2%                 |
| французьке                | французьке                |                       | 250                   | 8.34%                 |
| українське                | українське                |                       | 385                   | 12.84%                |
| Латинськоамериканське     | Латинськоамериканське     |                       | 15                    | 0.5%                  |
| Карибське                 | Карибське                 |                       | 25                    | 0.83%                 |
| Азійське                  | Азійське                  |                       | 200                   | 6.67%                 |

| Зайнятість населення за галузями (за класифікацією NOC): | Зайнятість населення за галузями (за класифікацією NOC): | Зайнятість населення за галузями (за класифікацією NOC): | Зайнятість населення за галузями (за класифікацією NOC): | Зайнятість населення за галузями (за класифікацією NOC): |
| -------------------------------------------------------- | -------------------------------------------------------- | -------------------------------------------------------- | -------------------------------------------------------- | -------------------------------------------------------- |
|                                                          |                                                          |                                                          |                                                          |                                                          |
| Управління                                               | Управління                                               |                                                          | 11,7%                                                    | 11,7%                                                    |
| Бізнес, фінанси та адміністрування                       | Бізнес, фінанси та адміністрування                       |                                                          | 12,4%                                                    | 12,4%                                                    |
| Природничі та прикладні науки                            | Природничі та прикладні науки                            |                                                          | 3,1%                                                     | 3,1%                                                     |
| Охорона здоров'я                                         | Охорона здоров'я                                         |                                                          | 7,2%                                                     | 7,2%                                                     |
| Освіта, правозахист, муніципальні та урядові служби      | Освіта, правозахист, муніципальні та урядові служби      |                                                          | 11%                                                      | 11%                                                      |
| Мистецтво, культура, відпочинок та спорт                 | Мистецтво, культура, відпочинок та спорт                 |                                                          | 1,4%                                                     | 1,4%                                                     |
| Роздрібна торгівля та послуги                            | Роздрібна торгівля та послуги                            |                                                          | 25,9%                                                    | 25,9%                                                    |
| Гуртова торгівля, транспорт та обладнання                | Гуртова торгівля, транспорт та обладнання                |                                                          | 18,3%                                                    | 18,3%                                                    |
| Природні ресурси, сільське господарство                  | Природні ресурси, сільське господарство                  |                                                          | 6,9%                                                     | 6,9%                                                     |
| Виробництво                                              | Виробництво                                              |                                                          | 2,8%                                                     | 2,8%                                                     |

## Клімат
Середня річна температура становить 1°C, середня максимальна – 20,7°C, а середня мінімальна – -23,2°C. Середня річна кількість опадів – 463 мм.
| Клімат поселення                              | Клімат поселення | Клімат поселення | Клімат поселення | Клімат поселення | Клімат поселення | Клімат поселення | Клімат поселення | Клімат поселення | Клімат поселення | Клімат поселення | Клімат поселення | Клімат поселення | Клімат поселення |
| Показник                                      | Січ.             | Лют.             | Бер.             | Квіт.            | Трав.            | Черв.            | Лип.             | Серп.            | Вер.             | Жовт.            | Лист.            | Груд.            |                  |
| Середній максимум, °C                         | −9,88            | −6,3             | 0,04             | 10,08            | 16,54            | 20,52            | 20,66            | 19,65            | 14,71            | 8,60             | −2,91            | −9,39            |                  |
| Середня температура, °C                       | −16,53           | −12,93           | −6,61            | 3,43             | 9,89             | 13,89            | 15,65            | 14,63            | 9,70             | 3,57             | −7,94            | −14,41           |                  |
| Середній мінімум, °C                          | −23,16           | −19,56           | −13,26           | −3,2             | 3,25             | 7,24             | 10,63            | 9,61             | 4,68             | −1,44            | −12,95           | −19,43           |                  |
| Норма опадів, мм                              | 30               | 21               | 19               | 22               | 42               | 76               | 75               | 60               | 36               | 29               | 29               | 24               |                  |
| Середньомісячна швидкість вітру, м/с          | 3.70             | 3.62             | 3.70             | 4.00             | 4.00             | 3.80             | 3.30             | 3.30             | 3.70             | 4.10             | 3.69             | 3.82             |                  |
| Середньомісячна сонячна радіація, кДж/м²·день | 2483             | 5782             | 11209            | 16595            | 20037            | 21657            | 21201            | 17329            | 11283            | 6115             | 2828             | 1682             |                  |
| --------------------------------------------- | ---------------- | ---------------- | ---------------- | ---------------- | ---------------- | ---------------- | ---------------- | ---------------- | ---------------- | ---------------- | ---------------- | ---------------- | ---------------- |
| Джерело:                                      |                  |                  |                  |                  |                  |                  |                  |                  |                  |                  |                  |                  |                  |

## Галерея

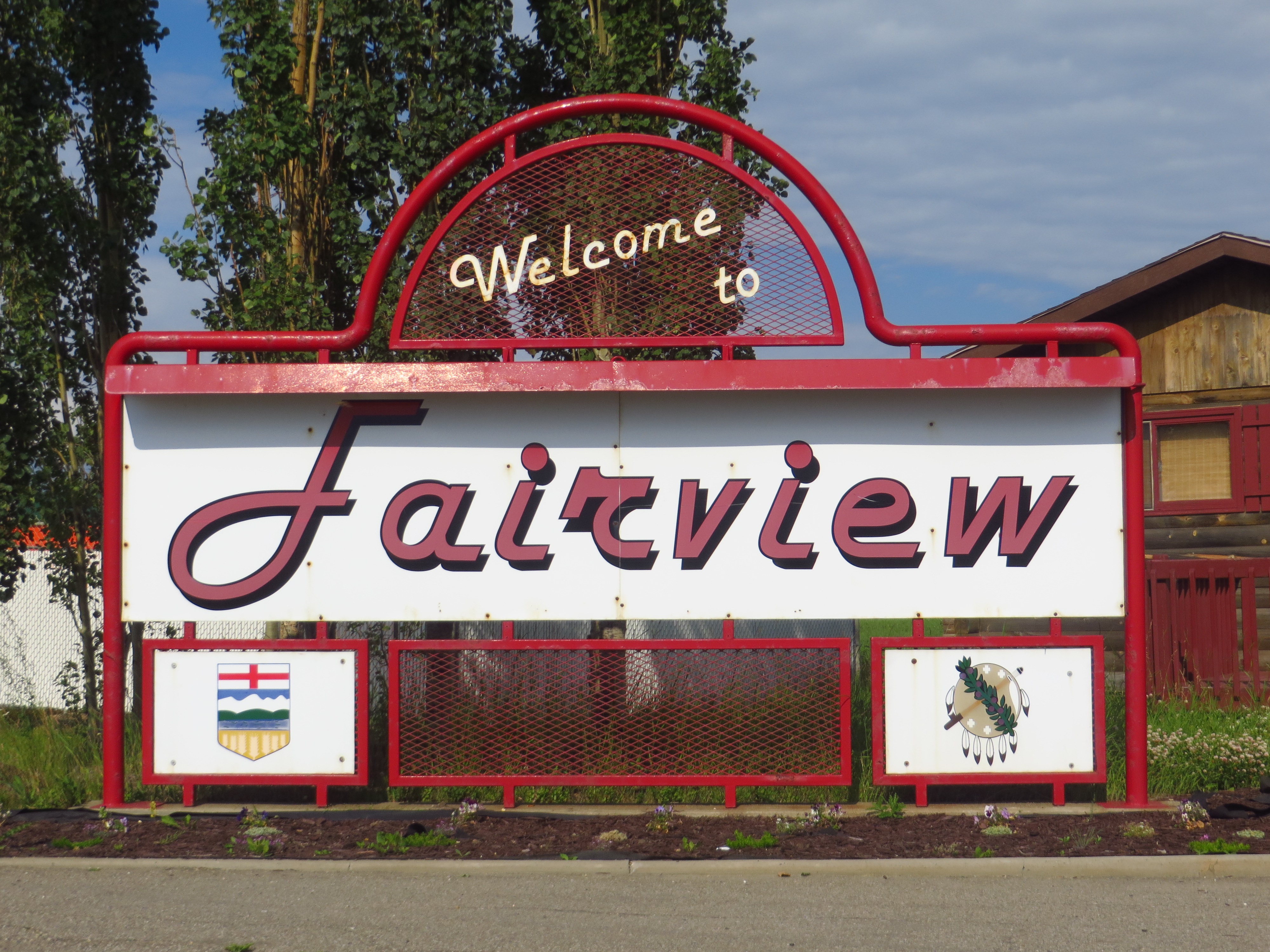
Вітальний знак
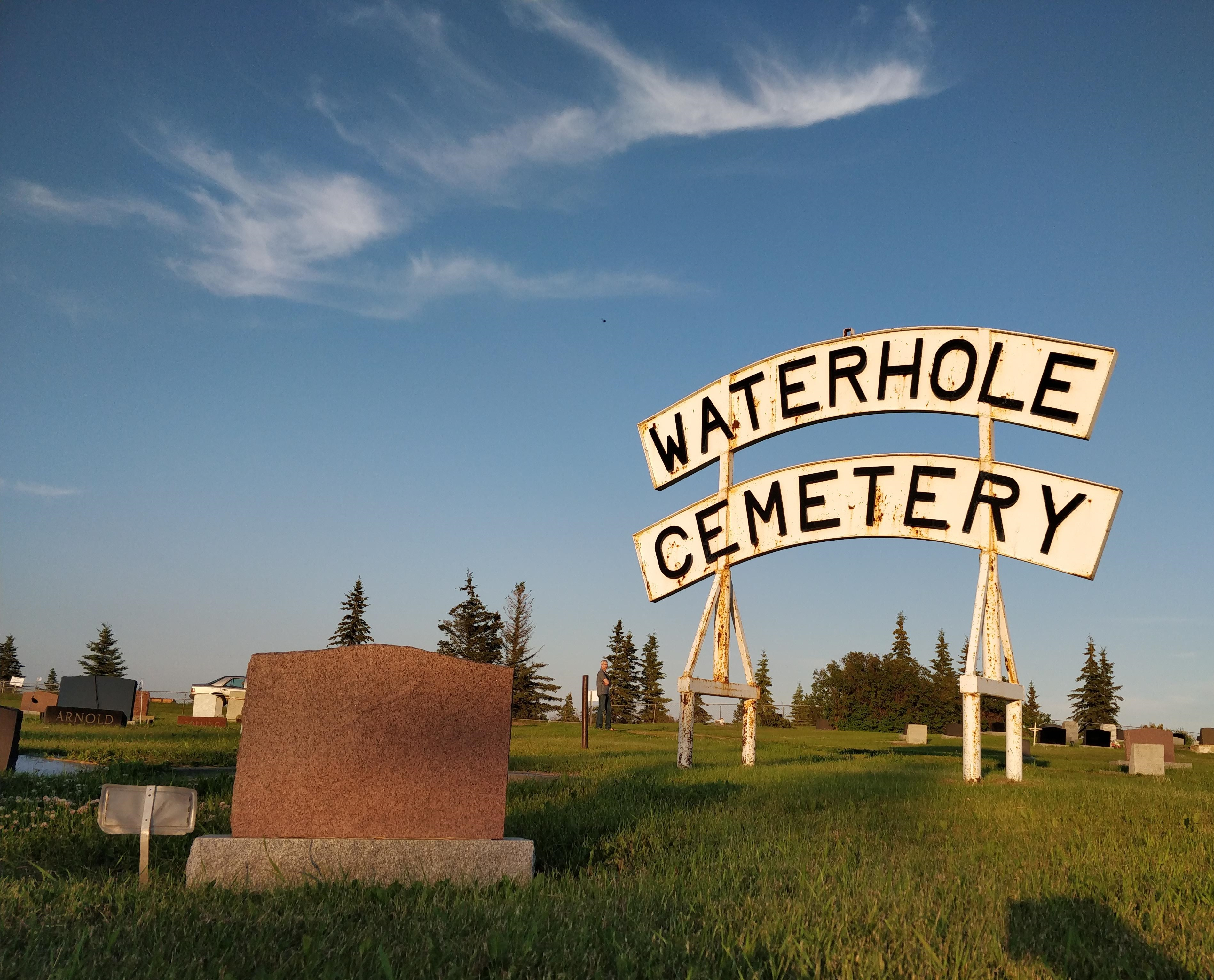
Кладовище Вотергоул